# Krahnberg
Der Krahnberg ist ein aus praktisch nur einem eigenständigen, 431,3 m hohen Berg bestehender Höhenzug im Nordwesten Gothas in Thüringen. Das Gebiet seines Hauptgipfels ist kompakt, jedoch weist er im Galberg, einem nach Gotha im Südosten hin abfallenden Grat, sowie im Goldberg (ca. 342 m) im Norden, westlich Goldbachs, auffallende, nach Südosten weisende Kammlinien auf.
Seit etwa 100 Jahren mit wechselnder Geschichte stellt der Krahnberg ein historisches Naherholungsgebiet und Ausflugsziel für die Gothaer dar. Er ist zudem Teil des FFH-Gebietes Krahnberg-Kriegberg u. TF VSG 16 mit der Nummer 053.

## Lage, Landschaft und Geologie
An der östlicheren Südflanke des Krahnbergs entspringt das Wiegwasser, das auf seinem Weg nach Osten den Galberg umfließt und schließlich mit dem Leinakanal zusammen in den Wilden Graben fließt, der die  Nordostflanke des Höhenzuges bis zu seiner Mündung in die Nesse in nordwestliche Richtung flankiert. An der Westflanke entspringt der gen Nordnordwesten der Nesse zufließende Arzbach, an der westlichen Südflanke die nach Westen der Hörsel direkt zufließende Asse.
Südöstlich des Wilden Grabens ragen die Seeberge (bis 409,2 m) empor, noch weiter südöstlich und jenseits der Apfelstädt die Höhenzüge der Drei Gleichen (bis 420,8 m).
Alle genannten Höhenzüge liegen im Bereich der vom nordwestlich etwa 12 km entfernten Hainich aus nach Südosten, parallel zum Thüringer Wald, verlaufenden Eichenberg–Gotha–Saalfelder Störungszone. Gemeinsam bilden sie den Ostrand der naturräumlichen Haupteinheit Westthüringer Berg- und Hügelland und umrahmen darin ein südwestliches Nebenbecken des landläufigen Thüringer Beckens, dessen Kernbecken sich unmittelbar nordöstlich anschließt.
Die Nordostflanke des Höhenzugs ist relativ steil, während nach Süden hin der Höhenzug sehr sanft abfällt bei höherer Fußhöhe. Der zentrale Krahnberg stellt einen typischen Breitsattel mit flachen Hängen dar, aus dem gratartig der Goldberg nach Nordwesten und der Galberg nach Südosten austreten.

### Entstehung
Der Krahnberg ist im Zuge der „Eichenberg–Gotha–Arnstadt–Saalfelder Verwerfungslinie“ als Auffaltung des Muschelkalks entstanden. Aus dem tonig verwitternden Ceratitenkalk sind verschiedene Rippen des Trochitenkalks herausgehoben. Auf dem Galberg und im Bereich des Hundsrückens ist auch Mittlerer Muschelkalk an der Oberfläche.

„Die prachtvolle Doppelfalte der quer zu Nord–West–Südost gerichteten Faltenachse zeigt den Trochitenkalk vom Oolith ab bis zu den unteren Nodosenschichten. Ersterer ist scharf dachförmig gebogen, die untersten Tonplatten daneben noch schön gewellt. Die äußersten Flügel erscheinen durch Aufbrechung der beiden Sättel als steil aufgerichtete Schichten. Die Stärke des ganzen gefalteten Schichtkomplexes beträgt etwa 20 Meter.“

Diese Strukturen sind heute noch deutlich zu erkennen. Durch Auflösungserscheinungen kleiner Salzlager im Mittleren Muschelkalk kam es an mehreren Stellen zu Erdfällen. Dadurch entstanden nordwestlich des Krahnberges muldenförmige Senken – die „Violeteiche“ (Flächennaturdenkmal) und die „Saulache“. Westlich des Krahnberges bedecken flachgründige Lößschleier das Gestein. Mehrere Erosionstäler strukturieren das Gelände. Hervorzuheben ist der Steingraben – auch als Schorntal bezeichnet.

## Geschichte des Krahnberges
Der heutige Krahnberg wurde 1409 als „Brandenburger Holz am Kraynberge“ erstmals erwähnt und darauf folgend als „Kromberg“, „Krompergk“ und „Krambergk“ bezeichnet. Im Mittelalter verlief über den Krahnberg eine Straße von Eisenach nach Gotha. Das Gebiet um den Krahnberg war durch die schlechte Bodenbeschaffenheit (Muschelkalk- und Keuperböden) zur Ansiedlung ungeeignet.
Als bevorzugtes Gebiet diente es 1567 als Armeelager den kaiserlich/herzoglichen Truppen während der Gothaer Belagerung und später den Schweden und Franzosen. Kaiserliche und später Wehrmachtstruppen nutzten das Gebiet als Übungsplatz.
Nach dem Zweiten Weltkrieg wurde der gesamte Krahnberg durch die Rote Armee mit ihrem Übungsplatz zum Sperrgebiet. Noch heute findet man Spuren dieser Vergangenheit.
Heute ist der Krahnberg ein Naherholungsgebiet der Stadt Gotha und ihrer Anliegergemeinden.

## Flora und Fauna
Die vielfältige Natur, die von großen Laubmischwäldern bis hin zu Offenlandbereichen mit Tümpeln geht, ist ein Rückzugsgebiet für Amphibien und Pflanzen.

### Flora
Der Krahnberg bietet geeignete Standorte für thermophile Gewächse – wie der geschützten Silberdistel auf Halbtrockenrasen. In den Senken und Mulden entwickelten sich Feuchtbiotope und in den Kesseln mit hohen Anteilen von Feinerde und Humus findet man unter anderem geschützte krautige Gewächse wie Märzbecher und Gelber Eisenhut. Im Erosionstal des Steingrabens sind unter anderem der Bärlauch, Gefleckter Aronstab und Hohler Lerchensporn verbreitet. Vereinzelt findet man die besonders geschützten Leberblümchen, Seidelbaststräucher und Türkenbund–Lilien. Am Gipfel stehen vorwiegend durch Aufforstung die Gemeine Fichte und am Nord- und Westhang naturnahe Laubmischwälder bestehend aus Rot-Buche, Sommer-Linde, Winter-Linde, Berg-Ahorn, Gemeine Esche, Stiel-Eiche, Hainbuche, Trauben-Eiche und Berg-Ulme.

### Fauna
Am Krahnberg sind wertvolle Laichbiotope vorhanden. Laubfrosch, Teichmolch, Kammmolch, Grasfrosch, Kreuzkröte und Erdkröte sind hier weit verbreitet. Der Krahnberg ist ein Rückzugsgebiet für Füchse, Dachse, Kaninchen, Hasen und Rehe.

## Sehenswürdigkeiten
Der Krahnberg ist über diese Hauptwege zu erkunden: Berggartenweg, Herrenweg, Mittelleitenweg, Wolfsgrund, Zietzmannweg, Freundweg, Kniebrechsweg, Schießmauer, Steingraben, Mehliser Stieg und Krahnbergweg.
- Alschleben: Alschleben wurde 1109 erstmals erwähnt und ist im Dreißigjährigen Krieg untergegangen. Die Brunnenanlage "Alschleber Brunnen" (Lage→) ist heute noch sichtbar. Wo ehemals die Kirche gestanden hat, wurde 1830 vom damaligen Flurschütz Meyer ein Gedenkstein aufgestellt. Dieser Gedenkstein befindet sich heute im Museum für Regionalgeschichte und Volkskunde Gotha.
- Arnolditurm: Der Arnolditurm war mit einer Höhe von 25 Meter ein Wahrzeichen der Stadt Gotha. Er wurde im Biedermeierstil 1829/30 erbaut. Nach der Übergabe an die Stadt Gotha konnte der Turm ab 1874 als Aussichtsturm öffentlich genutzt werden. Nach 1945 verfiel der Turm und wurde 1972 abgerissen. Heute noch kann man die Reste vom Fundament sehen. Die Stadt Gotha war 1872 die Verpflichtung eingegangen, den Turm und einen Teil des Berggartens zu pflegen, welche sie jedoch nicht einhielt. Im Jahr 1998 gründete eine private Initiative von Bürgern der Stadt Gotha einen Verein, der den Neubau eines Aussichtsturmes zum Ziel hatte. Mit zahlreichen Spendenmitteln konnte der Bau eines 30 Meter hohen Stahlgestellturmes, Bürgerturm (Lage→) genannt, am Standort oberhalb des Berggartens im Jahr 2009 fertiggestellt werden.

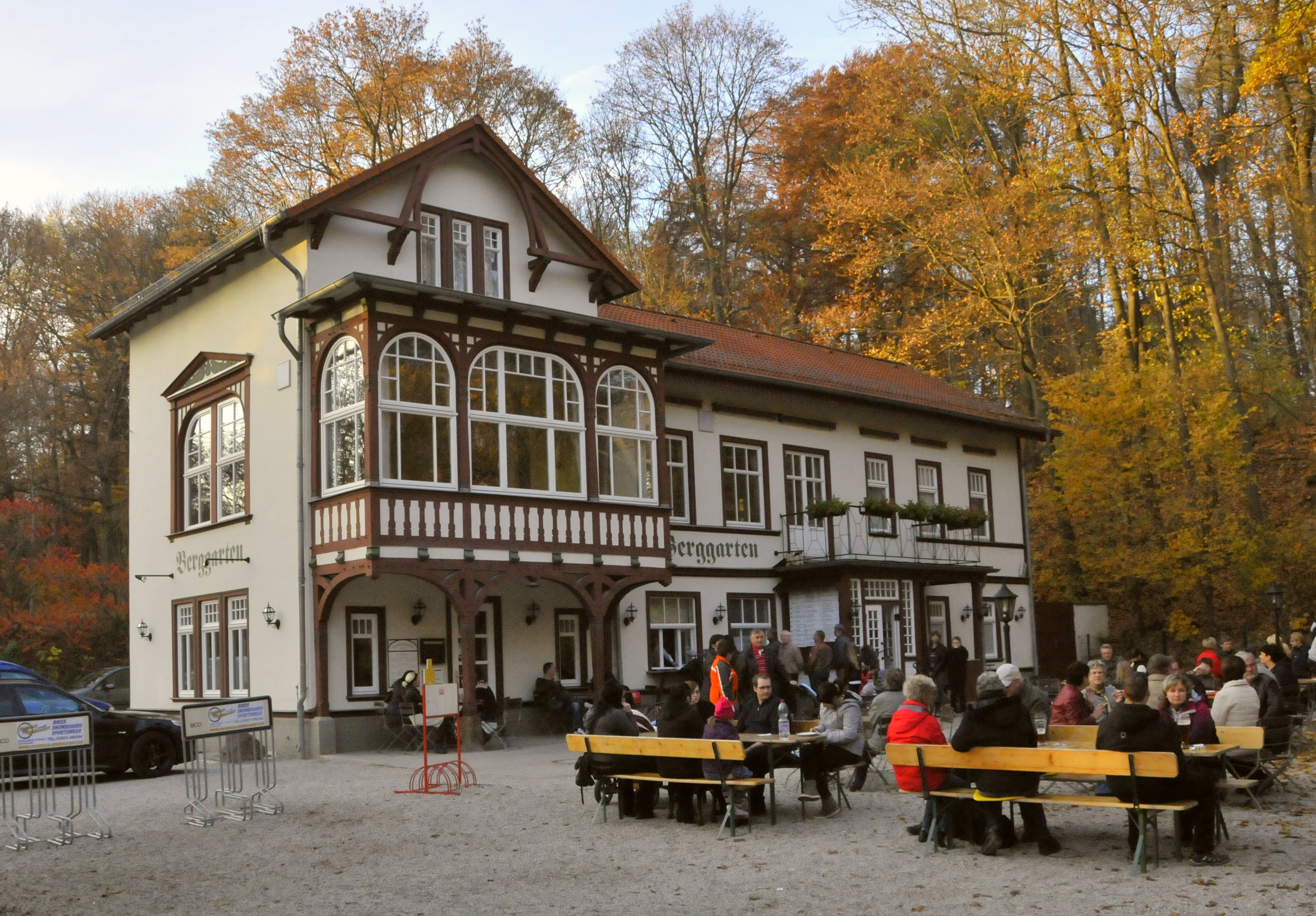
Gaststätte Berggarten

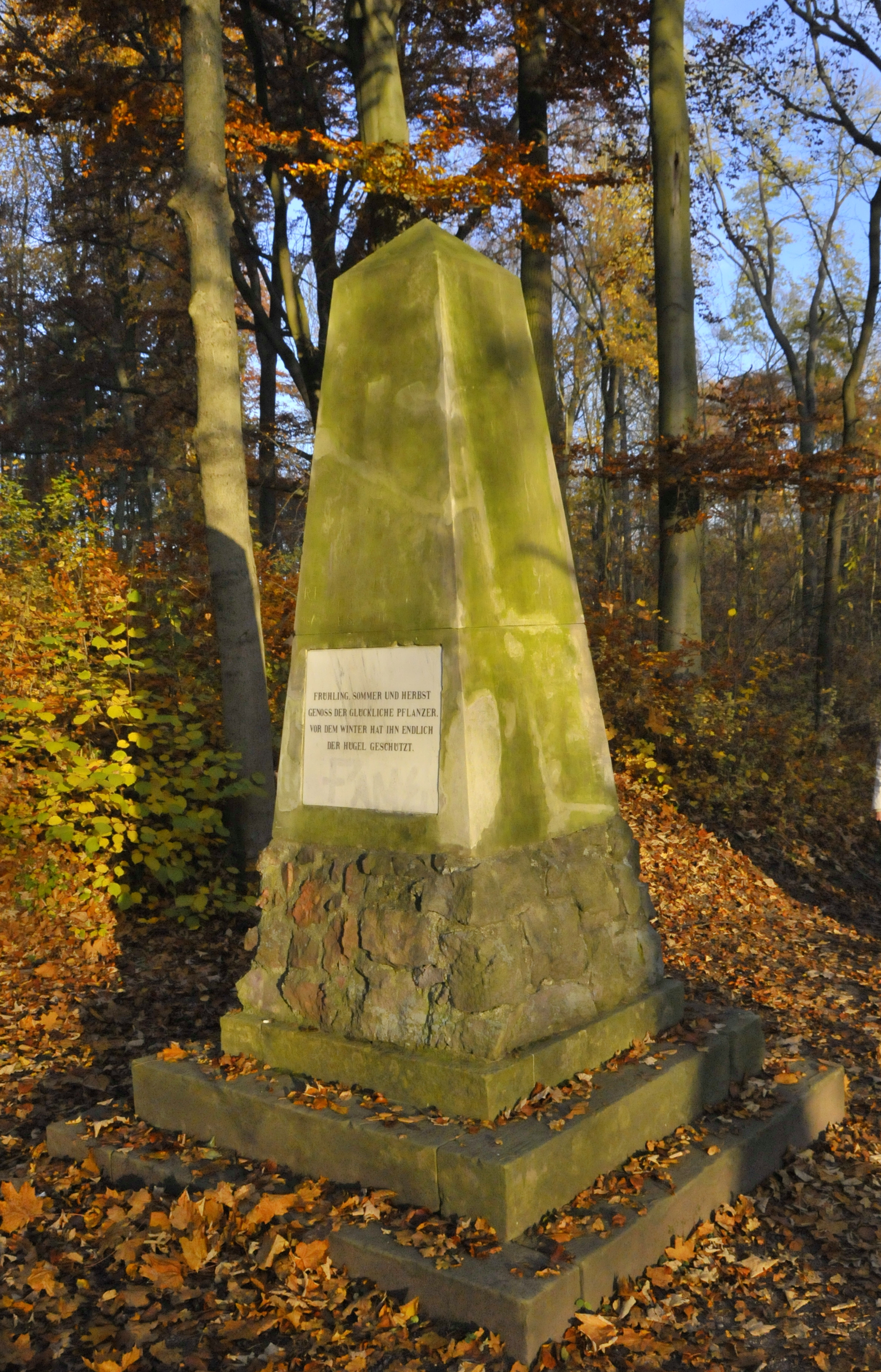
Sandstein-Denkmal für Ernst Friedrich Arnoldi

- Berggarten: Auf dem "Galgenberg",[8] dem heutigen "Galberg", erwarb 1794 Ernst Friedrich Arnoldi einen großen Garten, der seiner Erholung dienen sollte. Dieser Garten wurde mit verschiedenen Gehölzen parkähnlich bepflanzt. In den weiteren Jahren wurden im Auftrag von Ernst Friedrich Arnoldi verschiedene Bauwerke wie das steinerne Gartenhaus, der Arnolditurm und das Sandsteindenkmal erbaut. Die Familie Arnoldi übergab 1872 den Berggarten der Stadt Gotha. Daraufhin wurde vom "Verschönerungsverein der Stadt Gotha" der Berggarten neu gestaltet und ein Gastwirtschaftsgebäude errichtet. Ab dem 10. Mai 1874 war der Berggarten auch für die Öffentlichkeit zugänglich, und es folgte der Bau einer Musikhalle. Die Gaststätte "Berggarten" mit Gartenbetrieb ist heute ein beliebtes Ausflugsziel für Natur- und Wanderfreunde.
- Fahner-Blick-Hütte: Die Fahner-Blick-Hütte, 1992 erbaut, liegt am Herrenweg und ist eine Schutzhütte mit Ausblick zur Fahner Höhe.
- Frank-Tempel: Der Frank-Tempel wurde zu Ehren des Gothaer Senators Bernhard Frank 1911 eingeweiht und befindet sich auf der "Kahlen Beule", einem Waldstück etwa 1500 m nordwestlich des Berggartens. Heute sind nur noch die Seitenwände und die Treppe vorhanden.
- Freunds Ruhe: Freunds Ruhe ist ein künstlich angelegter Hügel und der höchste Punkt des Hundrückens. Heute ist noch eine halbrunde Tuffsteinwand und eine Linde an dieser Stelle.
- Freundwarte: Die Freundwarte liegt unmittelbar an der Eisenacher Straße (Lage→). Zu Ehren des Gothaer Senators Johann Ehrenfried Freund wurde der 16 m hohe Aussichtsturm nach dem Vorbild eines römischen Grenzwachturms 1913/14 erbaut. Turm und nebenstehende Gaststätte mit Gartenbetrieb waren damals ein beliebtes Ausflugsziel der Gothaer. Zu DDR-Zeiten wurde das Objekt durch die Diensthundeführer der Gothaer Polizei genutzt. Allmählich machte sich eine umfangreiche Komplettsanierung der Diensträume und der Neubau einer Zwingeranlage erforderlich. Die Dienststelle wurde am 19. August 2009 als bislang modernstes Dienstgebäude für eine Diensthundestaffel in Thüringen der Polizeidirektion Gotha übergeben.
- Galgenplatz: Hier fanden die Hinrichtungen der Stadt Gotha durch den Galgen statt. Die Galgenstelle wurde 1829 völlig entfernt, und heute erinnern fünf Linden und ein Kastanienbaum an die schreckliche Geschichte dieses Platzes (Lage→). Zitat von Peter Mylius aus dem Jahr 1402: "Es liegt ein Hügel nahe bei der Stadt, auf dem man große Hopfengärten angelegt hat und auch etliche Weinberge. Auf diesem Hügel, welcher der Galberg heißt, steht der Galgen, und die Raben halten dort oft eine gräßliche Mahlzeit."[9]
- Goldfischteich: Der Goldfischteich liegt unterhalb des Lüderitzbrunnens und ist ein angelegter Weiher. Das Wasser kommt zum größten Teil vom Lüderitzbrunnen. Nach erfolgten Verdichtungsarbeiten wurden Fische im Weiher gezüchtet. Heute ist es ein Verweilplatz neben dem Berggartenweg zur Gaststätte "Berggarten".[10]
- Grazer Steinbruch: Der Grazer Steinbruch ist ein Kalksteinbruch im oberen Wolfsgrund. Bis 1914 wurden Kalksteine des Oberen Muschelkalks abgebaut. Das heutige geologische Naturdenkmal zeigt an der Bruchwand deutlich die festen Kalksteinplatten und weicheren Ton-Mergelsteine.
- Liebetrauhütte: Die Liebetrauhütte wurde 1925 als Dank der Stadt Gotha an Otto Liebetrau für seine Anpflanzungen auf dem Galberg als nordisches Blockhaus erbaut. In unmittelbarer Nähe wurde 1992 eine Schutzhütte für Wanderer erbaut, die an die Original-Liebetrauhütte erinnert.
- Lüderitzbrunnen: Der Lüderitzbrunnen liegt direkt am Berggartenweg. Nach Überlieferungen hieß der Brunnen einmal Kreuzbrunnen. Noch heute ist dieser Ort ein Ruhepunkt für Wanderer.[11]
- Mühlsteinbrunnen: Am Wolfsgrund gelegen ist er Teil einer Quelle, der mit Mühlsteinen eingefasst ist.
- Müller-Tempel: Der Müller-Tempel wurde 1902 als offener, eiserner, achteckiger Pavillon mit zwiebelförmiger Kuppel und Wetterfahne erbaut. Er befindet sich bis heute in diesem Zustand und ist ein beliebter Aussichtspunkt auf dem Weg vom Galberg zum Krahnberg. Eine Eisentafel mit goldenen Buchstaben ist Ernst Adolf Müller[12] für seine gemeinnützige Tätigkeit gewidmet.
- Russenbrunnen: Der Russenbrunnen befindet sich am südwestlichen Ende des Wolfsgrundes und wurde von den damaligen sowjetischen Streitkräften angelegt. Heute kann man in unmittelbarer Nähe einen ehemaligen Manöverschlafplatz besichtigen.
- Schwedenschanze: Die Schwedenschanze befindet sich auf der Höhe der alten Schießstände und wurde in den Jahren 1689 bis 1691 vom Gothaer Herzog als Signalstation zwischen dem Schloss Friedenstein und Schloss Friedrichswerth genutzt.
- Wolfsgrund: Der Wolfsgrund liegt am Nordosthang des Krahnberges und ist ein Erosionstal. Im Mittelalter wurde es von den Dörfern Remstädt und Alschleben als Schaftrift genutzt. Der Herrenweg teilt die Wolfsgrundschlucht, wo sich heute Obstbäume auf Halbtrockenrasen befinden.